# أكيهيرو أساي
أكيهيرو أساي (باليابانية: 浅井亮博؛ بالكانا: あさい あきひろ) هو مهندس ياباني، ولد في 13 سبتمبر 1975 في طوكيو في اليابان.